# Furina
Furina is een geslacht van slangen uit de familie koraalslangachtigen (Elapidae) en de onderfamilie Elapinae.

## Naam en indeling
De wetenschappelijke naam van de groep werd voor het eerst voorgesteld door André Marie Constant Duméril in 1853. Er zijn vijf soorten, de slangen werden eerder aan andere geslachten toegekend, zoals Calamaria, Brachysoma, Pseudelaps, Aspidomorphus en Glyphodon.

## Uiterlijke kenmerken
De slangen bereiken een lichaamslengte van ongeveer 40 centimeter tot een meter. De iets afgeplatte kop is duidelijk te onderscheiden van het lichaam door de aanwezigheid van een insnoering. De ogen zijn relatief klein en hebben een ronde pupil en een donkere iris. De slangen hebben vijftien tot 21 rijen schubben in de lengte op het midden van het lichaam. De anale schub en de caudale schubben zijn gepaard.

## Levenswijze
De slangen zijn 's nachts actief en schuilen overdag in de strooisellaag of in holtes in de bodem. Ze jagen op hagedissen die overdag actief zijn en 's nachts liggen te slapen, voornamelijk skinken. Alle soorten zijn giftig en zullen bijten als ze worden verstoord. Alleen de grotere soorten zijn potentieel gevaarlijk voor mensen.

## Verspreiding en habitat
De slangen komen vrijwel allemaal endemisch voor in delen van Australië en leven in de deelstaten New South Wales, Queensland, Victoria, Zuid-Australië, Noordelijk Territorium en West-Australië. De soort Furina tristis komt daarnaast voor in Papoea-Nieuw-Guinea in Irian Jaya. De habitat bestaat uit droge tropische en subtropische bossen, scrublands en savannen.

## Beschermingsstatus
Door de internationale natuurbeschermingsorganisatie IUCN is aan alle soorten een beschermingsstatus toegewezen. Vier soorten worden beschouwd als 'veilig' (Least Concern of LC) en een soort als 'onzeker' (Data Deficient of DD).

## Soorten
Het geslacht omvat de volgende soorten, met de auteur en het verspreidingsgebied.
| Naam            | Auteur         | Verspreidingsgebied                                                            | Beschermingsstatus |
| --------------- | -------------- | ------------------------------------------------------------------------------ | ------------------ |
| Furina barnardi | Kinghorn, 1939 | Australië (Queensland)                                                         |                    |
| Furina diadema  | Schlegel, 1837 | Australië (New South Wales, Queensland, Victoria, Zuid-Australië)              |                    |
| Furina dunmalli | Worrell, 1955  | Australië (New South Wales, Queensland)                                        |                    |
| Furina ornata   | Gray, 1842     | Australië (Noordelijk Territorium, Queensland, West-Australië, Zuid-Australië) |                    |
| Furina tristis  | Günther, 1858  | Australië (Queensland), Papoea-Nieuw-Guinea                                    |                    |